# Masahisa Takenaka
Masahisa Takenaka (竹中 正久, Takenaka Masahisa; Himeji, 30 november 1933 - Osaka, 27 januari 1985) was een Japans crimineel. Takenaka was het 4e hoofd (kumicho) van de Yamaguchi-gumi. In 1985 werd Takenaka doodgeschoten voor het huis van zijn vriendin. De daders waren leden van de Ichiwa-kai die onder leiding stond van Hiroshi Yamamoto, een voormalig lid van de Yamaguchi-gumi. Yamamoto scheidde zich in 1984 af om zijn eigen bende te beginnen nadat hij had vernomen dat Takenaka de 4e kumicho van de Yamaguchi-gumi zou worden. Een positie waarvoor Yamamoto ook was genomineerd. De moord op Takenake was de start van de Yama-Ichi-oorlog.